# Пекло канібалів
«Пекло канібалів» (італ. Cannibal Holocaust) — фільм жахів 1980 року італійського режисера Руджеро Деодато за сценарієм Джанфранко Клерічі, знятий у псевдодокументальній манері.
Фільм розповідає про долю маленької знімальної групи, безслідно зниклої в джунглях Амазонки. «Пекло канібалів» уважається одним з перших прикладів фільмів жанру «знайденого кадру» та одним з найскандальніших за всю історію кінематографу через наджорсткі сцени насильства, зґвалтування і реального вбивства тварин (див. снаф). Спочатку фільм був заборонений майже в 60 країнах.

## Сюжет
Невелика знімальна група із чотирьох осіб вирушає в нетрі Амазонки знімати документальний фільм про останніх канібалів. Вирушивши в небезпечну подорож, група безслідно зникає. За деякий час військовий спецпідрозділ вийшов на поселення тубільців племені якумо, яке повністю знищує, за винятком сина шамана. У нього бійці знайшли бензинову запальничку, яка належала Фей Деніелс, члену зниклої знімальної групи.
З Нью-Йорка прибуває професор Гарольд Монро, мета якого — знайти зниклих або знятий ними матеріал. Разом із двома провідниками і полоненим тубільцем він направляється у джунглі, які місцеві охрестили Зеленим пеклом. По дорозі Чако Лосожос, один із провідників, розповідає Монро про два найжорстокіших племені канібалів, яких боялися навіть агресивні якумо: «деревних людей» (ямомото) та «болотних людей» (шаматарі). Обидва племені ворогують і поїдають одне одного.
В обмін на полоненого експедиція благополучно минає територію племені якумо і поглиблюється туди, де мешкають канібали.
Ставши свідками зіткнення шаматарі і ямомомо, експедиція надає допомогу останнім і таким чином «заробляє» право відвідати їхнє село, де білих, попри воєнну допомогу, зустрічають з острахом і недовірою. Пізніше професор знаходить останки знімальної групи і заховані в коробках негативи кіноплівок. Однак вождь «деревних людей» не збирається віддавати записи, тому професор удається до хитрощів: він записує голос вождя на диктофон, а після обмінює його на відеоматеріали. Як йому перекладає Чако: «Він каже, що той, хто може вкрасти голос, той може вкрасти і душу».
Повернувшись у Нью-Йорк, Монро і ще кілька людей передивляються знятий їхніми попередниками матеріал. Виявляється, що, прийшовши в поселення якумо, члени знімальної групи її підпалили, обірвали священний ритуал, а пізніше зґвалтували тубілку, що належала до племені «деревних». Незабаром розгнівані канібали вбили учасників знімальної групи одного за одним, а живі продовжували знімати все до останнього моменту.
Після перегляду Монро і всі інші приходять до висновку, що плівка занадто жахлива й жорстока, щоб випустити її в прокат, натомість її потрібно знищити. Однак кіномеханік ігнорує вказівку і за великі гроші продає фільм журналістам, за що потрапляє до в'язниці (про це йдеться у фінальних титрах фільму).
Фінальне питання звучить із вуст професора: «Так хто ж справжні канібали?»